# Wereldkampioenschappen kunstschaatsen 2000
De Wereldkampioenschappen kunstschaatsen is een evenement dat georganiseerd wordt door de Internationale Schaatsunie, in deze competitie doen kunstschaatsers mee. De winnaar mag zich kronen tot Wereldkampioen kunstschaatsen. Dit evenement is het meest prestigieuze evenement van het jaar in de kunstrijwereld.
In 2000 werden de kampioenschappen van 23 maart tot en met 3 april gehouden in Nice, Frankrijk. Oorspronkelijk was het evenement aan de stad Brisbane in Australië toegewezen, maar in de herfst van 1999 is de organisatie door de ISU alsnog aan Nice toegewezen, omdat Brisbane onvoldoende televisiediensten kon verlenen.
Voor de mannen was het de 90e editie, voor de vrouwen de 80e editie, voor de paren de 78e editie, en voor de ijsdansers de 48e editie.

## Deelname
Elk lid van de ISU kon één schaatser/één paar aanmelden per discipline. Extra startplaatsen (met en maximum van drie per discipline) zijn verdiend op basis van de eindklasseringen op het WK van 1999
Bij de mannen en vrouwen vond er eerst een kwalificatieronde plaats in twee groepen (A + B), hiervan mochten de eerste vijftien per groep de korte kür rijden waarna er nog eens zes afvielen zodat er vierentwintig deelnemers aan de lange kür deelnamen. Bij het IJsdansen werden de twee verplichte küren verreden.
Om deel te nemen moet een deelnemer/deelneemster op 1 juli voorafgaand aan het kampioenschap minimaal vijftien jaar oud zijn.

### Deelnemende landen
Een recordaantal van 47 landen schreef deelnemers in voor dit toernooi, zij zouden samen en recordaantal van 146 startplaatsen invullen. (Tussen haakjes het totaal aantal startplaatsen over de vier disciplines.) 
| Rusland (11) Verenigde Staten (9) Canada (7) Duitsland (7) Frankrijk (7) China (6) Oekraïne (6) Polen (9) Australië (4) Estland (4) | Hongarije (4) Italië (4) Japan (4) Slowakije (4) Azerbeidzjan (3) Letland (3) Oezbekistan (3) Oostenrijk (3) Tsjechië (3) Verenigd Koninkrijk (3) | Zwitserland (3) Armenië (2) België (2) Bulgarije (2) Denemarken (2) Finland (2) Georgië (2) Griekenland (2) Israël (2) | Kazachstan (2) Mexico (2) Roemenië (2) Slovenië (2) Spanje (2) Wit-Rusland (2) Zuid-Korea (2) Zweden (2) Bosnië en Herzegovina (1) | Joegoslavië (1) Kroatië (1) Litouwen (1) Luxemburg (1) Nederland (1) Nieuw-Zeeland (1) Noorwegen (1) Taiwan (1) Zuid-Afrika (1) |

## Medaille verdeling
Bij de mannen behaalde Alexei Yagudin voor de derde opeenvolgende keer de wereldtitel, het was zijn vierde medaille, in 1997 werd hij derde. Elvis Stojko op de tweede plaats veroverde zijn zesde WK medaille, in 1992 werd hij derde, in 1993 tweede en wereldkampioen in 1994, 1995 en 1997. Voor Michael Weiss op de derde plaats was het zijn tweede WK medaille, in 1999 werd hij ook derde.
Bij de vrouwen veroverde Michelle Kwan veroverde haar derde wereldtitel, ook in 1996 en 1998 werd ze wereldkampioene, het was haar vijfde WK medaille, in 1997 en 1999 werd ze tweede. Irina Sloetskaja op plaats twee veroverde haar derde medaille, in 1996 werd ze derde en in 1998 tweede. Maria Butyrskaya op de derde plaats veroverde ook haar derde medaille, in 1998 werd ze derde en in 1999 wereldkampioene.
Bij het paarrijden veroverde Maria Petrova / Aleksej Tichonov de wereldtitel, het was hun eerste WK medaille. Shen Xue / Zhao Hongbo werden net als in 1999 tweede. De derde plaats van Sarah Abitbol / Stephane Bernadis was de eerste medaille voor Frankrijk bij het paarrijden sinds Andreé Joly / Pierre Brunet in 1932 wereldkampioen werden.
Bij het ijsdansen veroverden Marina Anissina / Gwendal Peizerat de wereldtitel, het was hun derde medaille, in 1998 en 1999 werden ze tweede. Het Italiaanse paar, Barbara Fusar-Poli / Maurizio Margaglio, op plaats twee en het Litouwse paar op plaats drie, Margarita Drobiazko / Povilas Vanagas, veroverden de eerste medaille voor hun land bij het ijsdansen. Voor Litouwen was het de eerste medaille op het WK kunstschaatsen.
| Discipline | Goud ·                             | Zilver ·                                | Brons ·                               |
| ---------- | ---------------------------------- | --------------------------------------- | ------------------------------------- |
| Mannen     | Aleksej Jagoedin                   | Elvis Stojko                            | Michael Weiss                         |
| Vrouwen    | Michelle Kwan                      | Irina Sloetskaja                        | Maria Boetyrskaja                     |
| Paren      | Maria Petrova / Aleksej Tichonov   | Shen Xue / Zhao Hongbo                  | Sarah Abitbol / Stephane Bernadis     |
| IJsdansen  | Marina Anissina / Gwendal Peizerat | Barbara Fusar-Poli / Maurizio Margaglio | Margarita Drobiazko / Povilas Vanagas |

## Uitslagen

### Mannen / Vrouwen
| Mannen                 | Mannen                    | Mannen                       | Mannen | Mannen      | Mannen    | Mannen    |
| #                      | naam (deelnames)          | land                         | punten | kwalif. A/B | korte kür | lange kür |
| ---------------------- | ------------------------- | ---------------------------- | ------ | ----------- | --------- | --------- |
| Goud                   | Aleksej Jagoedin (4)      | Vlag van Rusland             | 2.0    | 1A          | 1         | 1         |
| Zilver                 | Elvis Stojko (10)         | Vlag van Canada              | 5.4    | 1B          | 5         | 2         |
| Brons                  | Michael Weiss (4)         | Vlag van Verenigde Staten    | 5.6    | 2A          | 3         | 3         |
| 4                      | Jevgeni Ploesjenko (3)    | Vlag van Rusland             | 6.0    | 2B          | 2         | 4         |
| 5                      | Li Chengjiang (1)         | Vlag van China               | 12.0   | 3A          | 8         | 6         |
| 6                      | Alexander Abt (1)         | Vlag van Verenigde Staten    | 15.6   | 3B          | 4         | 12        |
| 7                      | Stanick Jeannette (1)     | Vlag van Frankrijk           | 16.0   | 5B          | 10        | 8         |
| 8                      | Guo Zhengxin (5)          | Vlag van China               | 16.0   | 4B          | 9         | 9         |
| 9                      | Vincent Restencourt (1)   | Vlag van Frankrijk           | 16.4   | 7A          | 11        | 7         |
| 10                     | Takeshi Honda (5)         | Vlag van Japan               | 17.2   | 5A          | 17        | 5         |
| 11                     | Timothy Goebel (2)        | Vlag van Verenigde Staten    | 17.4   | 8B          | 7         | 10        |
| 12                     | Anthony Liu (4)           | Vlag van Australië           | 20.4   | 7B          | 6         | 14        |
| 13                     | Vitali Danilstjenko (2)   | Vlag van Oekraïne            | 20.6   | 6B          | 12        | 11        |
| 14                     | Stefan Lindemann (2)      | Vlag van Duitsland           | 22.4   | 4A          | 13        | 13        |
| 15                     | Dmitri Dmitrenko (5)      | Vlag van Oekraïne            | 27.2   | 8A          | 15        | 15        |
| 16                     | Andrejs Vlascenko (6)     | Vlag van Duitsland           | 28.0   | 6A          | 16        | 16        |
| 17                     | Roman Skorniakov (4)      | Vlag van Oezbekistan         | 31.8   | 10B         | 18        | 17        |
| 18                     | Ivan Dinev (7)            | Vlag van Bulgarije           | 32.0   | 9B          | 14        | 20        |
| 19                     | Ben Ferreira (1)          | Vlag van Canada              | 34.4   | 11B         | 20        | 18        |
| 20                     | Michael Tyllesen (9)      | Vlag van Denemarken          | 34.4   | 10A         | 19        | 19        |
| 21                     | Markus Leminen (7)        | Vlag van Finland             | 40.0   | 12A         | 22        | 22        |
| 22                     | Patrick Meier (6)         | Vlag van Zwitserland         | 40.2   | 9A          | 21        | 24        |
| 23                     | Sergei Rylov (2)          | Vlag van Azerbeidzjan        | 40.6   | 13B         | 24        | 21        |
| 24                     | Konstantin Kostin (4)     | Vlag van Letland             | 41.6   | 12B         | 23        | 23        |
| Vrije kür niet bereikt |                           |                              |        |             |           |           |
| 25                     | Vachtang Moervanidze (4)  | Vlag van Georgië             |        | 13A         | 25        |           |
| 26                     | Szabolcs Vidrai (6)       | Vlag van Hongarije           |        | 11A         | 27        |           |
| 27                     | Yamato Tamura (2)         | Vlag van Japan               |        | 14B         | 26        |           |
| 28                     | Cornel Gheorghe (9)       | Vlag van Roemenië            |        | 14A         | 28        |           |
| 29                     | Matthew Davies (1)        | Vlag van Verenigd Koninkrijk |        | 15B         | 29        |           |
| 30                     | Yuri Litvinov (5)         | Vlag van Kazachstan          |        | 15A         | 30        |           |
| Alleen kwalificatie    |                           |                              |        |             |           |           |
|                        | Kevin Van der Perren (1)  | Vlag van België              |        | 16A         |           |           |
|                        | Robert Grzegorczyk (7)    | Vlag van Polen               |        | 16B         |           |           |
|                        | Robert Kazimir (4)        | Vlag van Slowakije           |        | 17A         |           |           |
|                        | Lee Kyu-hyun (5)          | Vlag van Zuid-Korea          |        | 17B         |           |           |
|                        | Patrick Schmit (4)        | Vlag van Luxemburg           |        | 18A         |           |           |
|                        | Michael Shmerkin (7)      | Vlag van Israël              |        | 18B         |           |           |
|                        | Angelo Dolfini (2)        | Vlag van Italië              |        | 19A         |           |           |
|                        | Bradley Santer (1)        | Vlag van Australië           |        | 19B         |           |           |
|                        | Ricky Cockerill (1)       | Vlag van Nieuw-Zeeland       |        | 20A         |           |           |
|                        | Jan Cejvan (4)            | Vlag van Slovenië            |        | 20B         |           |           |
|                        | Clemens Jonas (1)         | Vlag van Oostenrijk          |        | 21A         |           |           |
|                        | Lukas Rakowski (2)        | Vlag van Tsjechië            |        | 21B         |           |           |
|                        | Jordi Pedro Roya (3)      | Vlag van Spanje              |        | 22A         |           |           |
|                        | Margus Hernits (7)        | Vlag van Estland             |        | 22B         |           |           |
|                        | Panagiotis Markouizos (3) | Vlag van Griekenland         |        | 23A         |           |           |
|                        | Filip Stiller (1)         | Vlag van Zweden              |        | 23B         |           |           |
|                        | Ricardo Olavarrieta (7)   | Vlag van Mexico              |        | 24B         |           |           |

| Vrouwen                | Vrouwen                     | Vrouwen                      | Vrouwen | Vrouwen     | Vrouwen   | Vrouwen   |
| #                      | naam (deelnames)            | land                         | punten  | kwalif. A/B | korte kür | lange kür |
| ---------------------- | --------------------------- | ---------------------------- | ------- | ----------- | --------- | --------- |
| Goud                   | Michelle Kwan (7)           | Vlag van Verenigde Staten    | 3.6     | 2B          | 3         | 1         |
| Zilver                 | Irina Sloetskaja (5)        | Vlag van Rusland             | 3.6     | 1B          | 2         | 2         |
| Brons                  | Maria Boetyrskaja (6)       | Vlag van Rusland             | 4.0     | 1A          | 1         | 3         |
| 4                      | Vanessa Gusmeroli (5)       | Vlag van Frankrijk           | 9.2     | 7B          | 4         | 4         |
| 5                      | Sarah Hughes (2)            | Vlag van Verenigde Staten    | 9.2     | 3B          | 5         | 5         |
| 6                      | Viktoria Voltsjkova (2)     | Vlag van Rusland             | 13.4    | 4B          | 8         | 7         |
| 7                      | Júlia Sebestyén (3)         | Vlag van Hongarije           | 14.4    | 3A          | 7         | 9         |
| 8                      | Jennifer Robinson (4)       | Vlag van Canada              | 15.0    | 6B          | 11        | 6         |
| 9                      | Angela Nikodinov (2)        | Vlag van Verenigde Staten    | 16.6    | 5B          | 6         | 11        |
| 10                     | Elena Liatsjenko (6)        | Vlag van Oekraïne            | 17.6    | 4A          | 10        | 10        |
| 11                     | Mikkeline Kierkgaard (1)    | Vlag van Denemarken          | 17.8    | 2A          | 15        | 8         |
| 12                     | Yoshie Onda (1)             | Vlag van Japan               | 22.4    | 8B          | 12        | 12        |
| 13                     | Sabina Wojtala (2)          | Vlag van Polen               | 24.0    | 9B          | 9         | 15        |
| 14                     | Diana Poth (3)              | Vlag van Hongarije           | 25.2    | 11A         | 13        | 13        |
| 15                     | Alisa Drei (4)              | Vlag van Finland             | 27.2    | 7A          | 14        | 16        |
| 16                     | Anna Rechnio (5)            | Vlag van Polen               | 27.8    | 9A          | 17        | 14        |
| 17                     | Zoya Douchine (1)           | Vlag van Duitsland           | 32.4    | 6A          | 20        | 18        |
| 18                     | Tatiana Malinina (8)        | Vlag van Oezbekistan         | 32.4    | 5A          | 19        | 19        |
| 19                     | Silvia Fontana (5)          | Vlag van Italië              | 33.6    | 10B         | 21        | 17        |
| 20                     | Anna Lundström (2)          | Vlag van Zweden              | 34.0    | 8B          | 18        | 20        |
| 21                     | Halina Maniatsjenko (1)     | Vlag van Oekraïne            | 34.2    | 9A          | 16        | 21        |
| 22                     | Sun Siyin (1)               | Vlag van China               | 40.4    | 13B         | 22        | 22        |
| 23                     | Ivana Jakupcevic (5)        | Vlag van Kroatië             | 42.8    | 12B         | 25        | 23        |
| 24                     | Shirene Human (5)           | Vlag van Zuid-Afrika         | 43.0    | 13A         | 23        | 24        |
| Vrije kür niet bereikt |                             |                              |         |             |           |           |
| 25                     | Kaja Hanevold (3)           | Vlag van Noorwegen           |         | 15A         | 24        |           |
| 26                     | Roxana Luca (2)             | Vlag van Roemenië            |         | 12A         | 26        |           |
| 27                     | Julia Lebedeva (1)          | Vlag van Armenië             |         | 14B         | 27        |           |
| 28                     | Anastasia Gimazetdinova (1) | Vlag van Oezbekistan         |         | 11B         | 29        |           |
| 29                     | Valeria Trifancova (4)      | Vlag van Letland             |         | 14A         | 28        |           |
| 30                     | Marion Krijgsman (4)        | Vlag van Nederland           |         | 15B         | 30        |           |
| Alleen kwalificatie    |                             |                              |         |             |           |           |
|                        | Joelija Vorobjova (8)       | Vlag van Azerbeidzjan        |         | 16A         |           |           |
|                        | Mojca Kopac (7)             | Vlag van Slovenië            |         | 16B         |           |           |
|                        | Ellen Mareels (1)           | Vlag van België              |         | 17A         |           |           |
|                        | Olga Vassilieva (6)         | Vlag van Estland             |         | 17B         |           |           |
|                        | Lucia Starovicova (1)       | Vlag van Slowakije           |         | 18A         |           |           |
|                        | Anna Wenzel (2)             | Vlag van Oostenrijk          |         | 18B         |           |           |
|                        | Sarah-Yvonne Prytula (1)    | Vlag van Australië           |         | 19A         |           |           |
|                        | Tamsin Sear (1)             | Vlag van Verenigd Koninkrijk |         | 19B         |           |           |
|                        | Diane Chen (1)              | Vlag van Taiwan              |         | 20A         |           |           |
|                        | Nicole Skoda (1)            | Vlag van Zwitserland         |         | 20B         |           |           |
|                        | Liza Menagia (1)            | Vlag van Griekenland         |         | 21A         |           |           |
|                        | Marta Andrade (9)           | Vlag van Spanje              |         | 21B         |           |           |
|                        | Rocio Salas Visuet (2)      | Vlag van Mexico              |         | 22A         |           |           |
|                        | Choi Young-eun (1)          | Vlag van Zuid-Korea          |         | 22B         |           |           |
|                        | Helena Pajovic (3)          | Vlag van Joegoslavië         |         | 23B         |           |           |

### Paren / IJsdansen
| Paren                  | Paren                                         | Paren                     | Paren  | Paren     | Paren     |
| #                      | naam (deelnames)                              | land                      | punten | korte kür | lange kür |
| ---------------------- | --------------------------------------------- | ------------------------- | ------ | --------- | --------- |
| Goud                   | Maria Petrova (4) Aleksej Tichonov (3)        | Vlag van Rusland          | 2.0    | 2         | 1         |
| Zilver                 | Shen Xue Zhao Hongbo (6)                      | Vlag van China            | 2.5    | 1         | 2         |
| Brons                  | Sarah Abitbol Stephane Bernadis (7)           | Vlag van Frankrijk        | 5.0    | 4         | 3         |
| 4                      | Jamie Salé (2) David Pelletier (2)            | Vlag van Canada           | 5.5    | 3         | 4         |
| 5                      | Dorota Zagórska (6) Mariusz Siudek (8)        | Vlag van Polen            | 8.5    | 7         | 5         |
| 6                      | Tatjana Totmjanina Maksim Marinin (2)         | Vlag van Rusland          | 10.0   | 8         | 6         |
| 7                      | Kyoko Ina (6) John Zimmerman (3)              | Vlag van Verenigde Staten | 10.0   | 6         | 7         |
| 8                      | Peggy Schwarz (10) Mirko Mueller (5)          | Vlag van Duitsland        | 11.5   | 5         | 9         |
| 9                      | Tiffany Scott Philip Dulebohn (1)             | Vlag van Verenigde Staten | 12.5   | 9         | 8         |
| 10                     | Kristy Sargeant-Wirtz (6) Kris Wirtz (7)      | Vlag van Canada           | 15.5   | 11        | 10        |
| 11                     | Mariana Kautz Norman Jeschke (2)              | Vlag van Duitsland        | 18.0   | 12        | 12        |
| 12                     | Marina Khalturina (6) Valeri Artyuchov (1)    | Vlag van Kazachstan       | 19.0   | 16        | 11        |
| 13                     | Katerina Berankova (5) Otto Dlabola (5)       | Vlag van Tsjechië         | 19.5   | 13        | 13        |
| 14                     | Inga Rodionova (4) Andrei Krukov (6)          | Vlag van Azerbeidzjan     | 21.0   | 14        | 14        |
| 15                     | Pang Qing Tong Jian (2)                       | Vlag van China            | 22.5   | 15        | 15        |
| 16                     | Evgenia Filonenko (2) Alexander Chestnikh (3) | Vlag van Georgië          | 25.0   | 18        | 16        |
| 17                     | Viktoria Shklover (1) Valdis Mintals (4)      | Vlag van Estland          | 25.5   | 17        | 17        |
| 18                     | Olga Bestandigova Josef Bestandig (3)         | Vlag van Tsjechië         | 27.5   | 19        | 18        |
| 19                     | Ekaterina Danko (2) Gennadi Emelienenko (3)   | Vlag van Wit-Rusland      | 29.0   | 20        | 19        |
| -                      | Joelia Obertas Dmitri Palamartsjoek (2)       | Vlag van Oekraïne         |        | 10        | tzt *     |
| Korte kür niet bereikt |                                               |                           |        |           |           |
| 21                     | Catherine Huc Vivien Rolland (1)              | Vlag van Frankrijk        |        | 21        |           |
| 22                     | Tatjana Zaharjeva (1) Juri Salmonov (2)       | Vlag van Letland          |        | 22        |           |

| IJsdansen                  | IJsdansen                                     | IJsdansen                      | IJsdansen | IJsdansen    | IJsdansen    | IJsdansen | IJsdansen |
| #                          | naam (deelnames)                              | land                           | punten    | verpl. kür 1 | verpl. kür 2 | org. kür  | vrije kür |
| -------------------------- | --------------------------------------------- | ------------------------------ | --------- | ------------ | ------------ | --------- | --------- |
| Goud                       | Marina Anissina Gwendal Peizerat (7)          | Vlag van Frankrijk             | 2.6       | 1            | 1            | 2         | 1         |
| Zilver                     | Barbara Fusar Poli (7) Maurizio Margaglio (5) | Vlag van Italië                | 3.4       | 2            | 2            | 1         | 2         |
| Brons                      | Margarita Drobiazko Povilas Vanagas (9)       | Vlag van Litouwen              | 7.0       | 4            | 4            | 4         | 3         |
| 4                          | Irina Lobacheva Ilia Averbukh (7)             | Vlag van Rusland               | 7.0       | 3            | 3            | 3         | 4         |
| 5                          | Galit Chait (6) Sergei Sakhnovski (5)         | Vlag van Israël                | 10.4      | 6            | 6            | 5         | 5         |
| 6                          | Kati Winkler Rene Lohse (6)                   | Vlag van Duitsland             | 11.6      | 5            | 5            | 6         | 6         |
| 7                          | Olena Hroesjyna Roeslan Hontsjarov (6)        | Vlag van Oekraïne              | 14.0      | 7            | 7            | 7         | 7         |
| 8                          | Naomi Lang Peter Tchernyshev (2)              | Vlag van Verenigde Staten      | 16.8      | 8            | 9            | 9         | 8         |
| 9                          | Sylwia Nowak Sebastian Kolasinski (7)         | Vlag van Polen                 | 18.4      | 9            | 9            | 10        | 9         |
| 10                         | Marie-France Dubreuil Patrice Lauzon (1)      | Vlag van Canada                | 20.8      | 10           | 11           | 11        | 10        |
| 11                         | Isabelle Delobel Olivier Schoenfelder (3)     | Vlag van Frankrijk             | 23.0      | 12           | 12           | 12        | 11        |
| 12                         | Jamie Silverstein Justin Pekarek (1)          | Vlag van Verenigde Staten      | 25.4      | 14           | 14           | 13        | 12        |
| 13                         | Anna Semenovich (2) Roman Kostomarov (2)      | Vlag van Rusland               | 26.6      | 13           | 13           | 14        | 13        |
| 14                         | Eliane Hugentobler Daniel Hugentobler (3)     | Vlag van Zwitserland           | 29.2      | 15           | 16           | 15        | 14        |
| 15                         | Megan Wing Aaron Lowe (1)                     | Vlag van Canada                | 31.0      | 17           | 15           | 16        | 15        |
| 16                         | Natalia Romaniuta Danil Barantsev (1)         | Vlag van Rusland               | 33.8      | 18           | 17           | 18        | 16        |
| 17                         | Aleksandra Kauc Filip Bernadowski (1)         | Vlag van Polen                 | 37.0      | 19           | 19           | 19        | 18        |
| 18                         | Nakako Tsuzuki (4) Rinat Farkhoutdinov (2)    | Vlag van Japan                 | 37.2      | 21           | 20           | 20        | 17        |
| 19                         | Stephanie Rauer Thomas Rauer (2)              | Vlag van Duitsland             | 39.8      | 20           | 21           | 21        | 19        |
| 20                         | Zita Gebora Andras Visontai (1)               | Vlag van Hongarije             | 43.0      | 25           | 24           | 22        | 20        |
| 21                         | Julie Keeble Lukasz Zalewski (1)              | Vlag van Verenigd Koninkrijk   | 44.2      | 24           | 23           | 23        | 21        |
| 22                         | Zhang Weina Cao Xianming (2)                  | Vlag van China                 | 45.4      | 23           | 22           | 24        | 22        |
| -                          | Albena Denkova (8) Maksim Staviski (4)        | Vlag van Bulgarije             |           | 11           | 10           | 8         | tzt *     |
| -                          | Federica Faiella Luciano Milo (1)             | Vlag van Italië                |           | 16           | 18           | 17        | tzt *     |
| Vrije kür niet bereikt     |                                               |                                |           |              |              |           |           |
| 25                         | Angelika Fuhring (6) Bruno Ellinger (4)       | Vlag van Oostenrijk            |           | 22           | 25           | 26        |           |
| 26                         | Katarina Kovalova David Szurman (1)           | Vlag van Tsjechië              |           | 26           | 26           | 25        |           |
| 27                         | Alissa De Carbonnel Alexander Malkov (1)      | Vlag van Wit-Rusland           |           | 28           | 28           | 27        |           |
| 28                         | Zuzana Durkovska Marian Mesaros (1)           | Vlag van Slowakije             |           | 27           | 27           | 28        |           |
| 29                         | Anna Mosenkova (4) Sergei Sychov (1)          | Vlag van Estland               |           | 30           | 30           | 29        |           |
| 30                         | Tiffany Hyden Vazgen Azrojan (1)              | Vlag van Armenië               |           | 29           | 29           | 30        |           |
| Originele kür niet bereikt |                                               |                                |           |              |              |           |           |
|                            | Ana Galitch Andrei Griazev (1)                | Vlag van Bosnië en Herzegovina |           | 31           | 31           |           |           |
|                            | Portia Duval-Rigby Francis Rigby (1)          | Vlag van Australië             |           | 32           | 32           |           |           |